# Aleiodes macropodides
Aleiodes macropodides är en stekelart som först beskrevs av Walker 1860.  Aleiodes macropodides ingår i släktet Aleiodes och familjen bracksteklar. Inga underarter finns listade i Catalogue of Life.